# Rue de l'Homme-Armé (Toulouse)
Pour les articles homonymes, voir Rue de l'Homme-Armé.
La rue de l'Homme-Armé (en occitan : carrièra del Salvatge) est une voie publique du centre historique de Toulouse, chef-lieu de la région Occitanie, dans le Midi de la France. Elle se trouve au sud du quartier des Carmes, dans le secteur 1 de la ville. Elle appartient au site patrimonial remarquable de Toulouse. Cette rue, particulièrement étroite, est réputée pour sa statuette naïve représentant un « sauvage » d'Amérique, connu comme l'« homme armé », qui lui a donné son nom.

## Description

### Situation
La rue de l'Homme-Armé est une voie publique située dans le centre-ville de Toulouse. Cette rue très étroite, large de seulement 3 mètres, naît perpendiculairement à la rue des Moulins. Après 30 mètres, elle oblique à droite et se termine en rejoignant la rue des Moulins. Elle s'élargit à ce carrefour, formant une petite place, désignée au XVIe siècle comme la place du Sauvage.

### Voies rencontrées
La rue de l'Homme-Armé rencontre les voies suivantes, dans l'ordre des numéros croissants :
1. Rue des Moulins
2. Rue des Moulins

### Transports
La rue de l'Homme-Armé n'est pas directement desservie directement par les transports en commun du réseau Tisséo. Elle se trouve cependant à proximité immédiate de la rue des Couteliers, parcourue par la navette Ville. Elle est également proche de la place Auguste-Lafourcade, où se trouve la station Palais-de-Justice de la ligne  du métro, où se trouve le terminus des lignes    du tramway, et où marquent également l'arrêt le Linéo L4 et le bus bus 31. 
Les stations de vélos en libre-service VélôToulouse les plus proches sont la station no 48 (18 place du Salin) et la station no 50 (1 avenue Maurice-Hauriou).

## Odonymie
La rue de l'Homme-Armé tire son nom d'une auberge du Sauvage, établie dans la rue à la fin du XVe siècle (actuels no 16 et 18, et no 23 rue des Moulins). C'est le propriétaire de l'auberge, Peyronet Delfau, qui fit sculpter, comme enseigne, un « sauvage », c'est-à-dire un Indien, armé d'une massue. Ce n'est qu'au XVIIIe siècle que le nom devint rue de l'Homme-Armé.
Au XVe siècle, la rue portait le nom de rue où-sault-l'ort-des-Minorettes, car le jardin du couvent de sœurs clarisses (actuel Institut catholique, no 31 rue de la Fonderie) y était adossé (actuels no 11 à 15). C'est au XVIe siècle que la rue prit le nom de rue du Sauvage, à cause de l'auberge à l'enseigne du Sauvage, établie depuis la fin du XVe siècle. Désignée au XVIIIe siècle comme la rue de l'Homme-Armé, elle reçut aussi le nom de rue de la Roquette, à cause du port voisin du même nom. En 1794, pendant la Révolution française, la rue est pour quelques mois renommée rue Bienfaitrice.

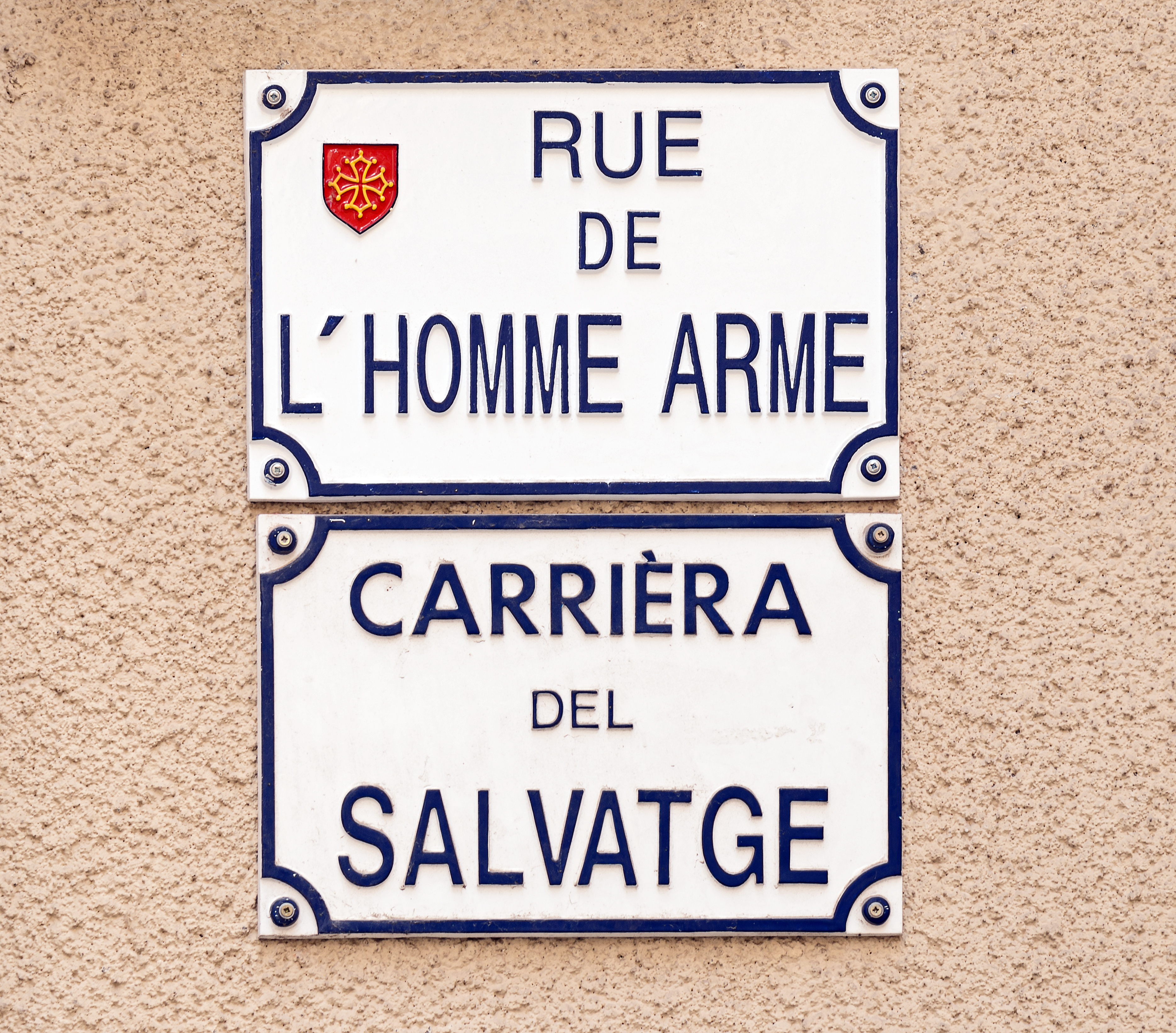
Les plaques de rue en français et en occitan.
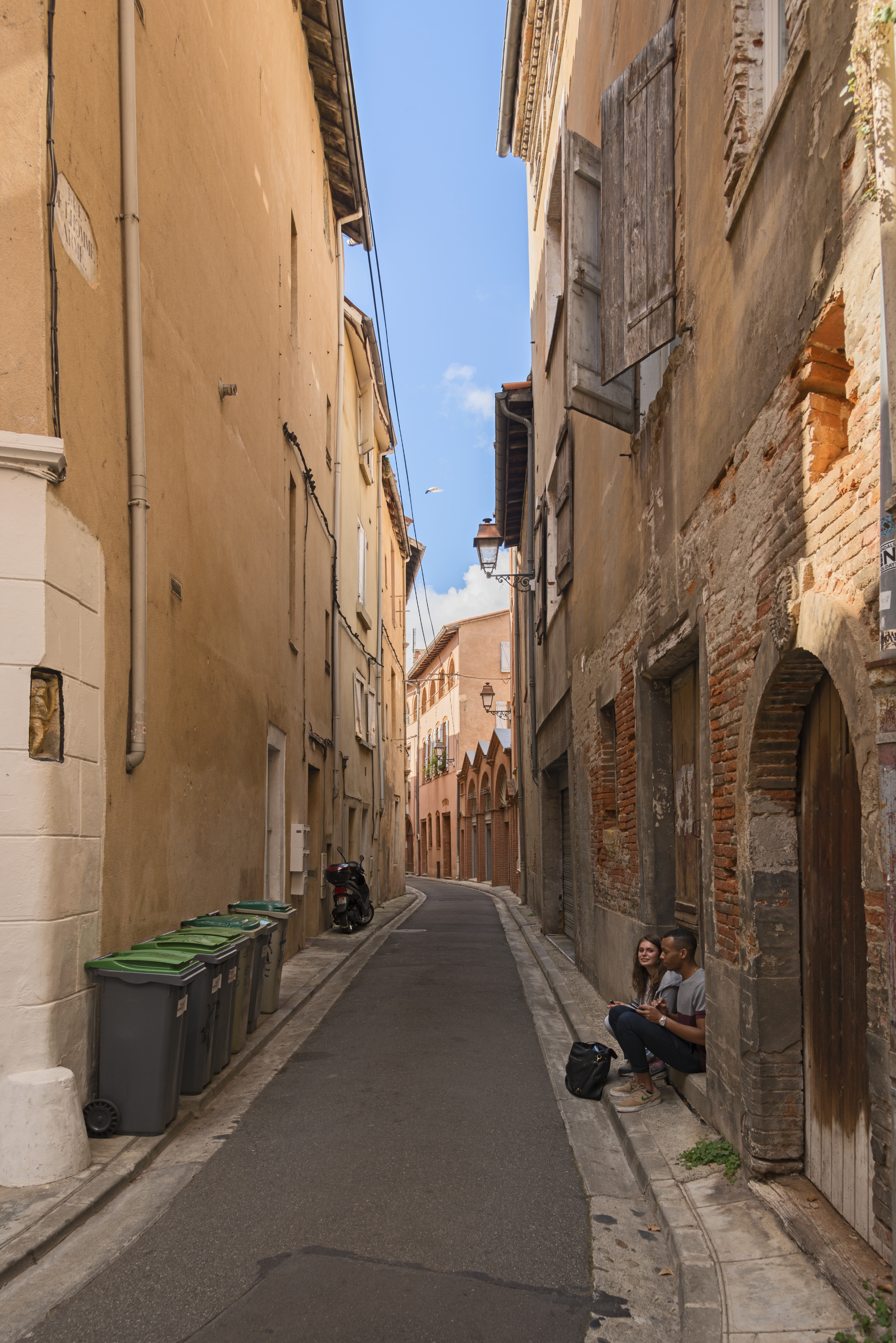
La fin de la rue avec l'auberge du Sauvage et sa statuette.
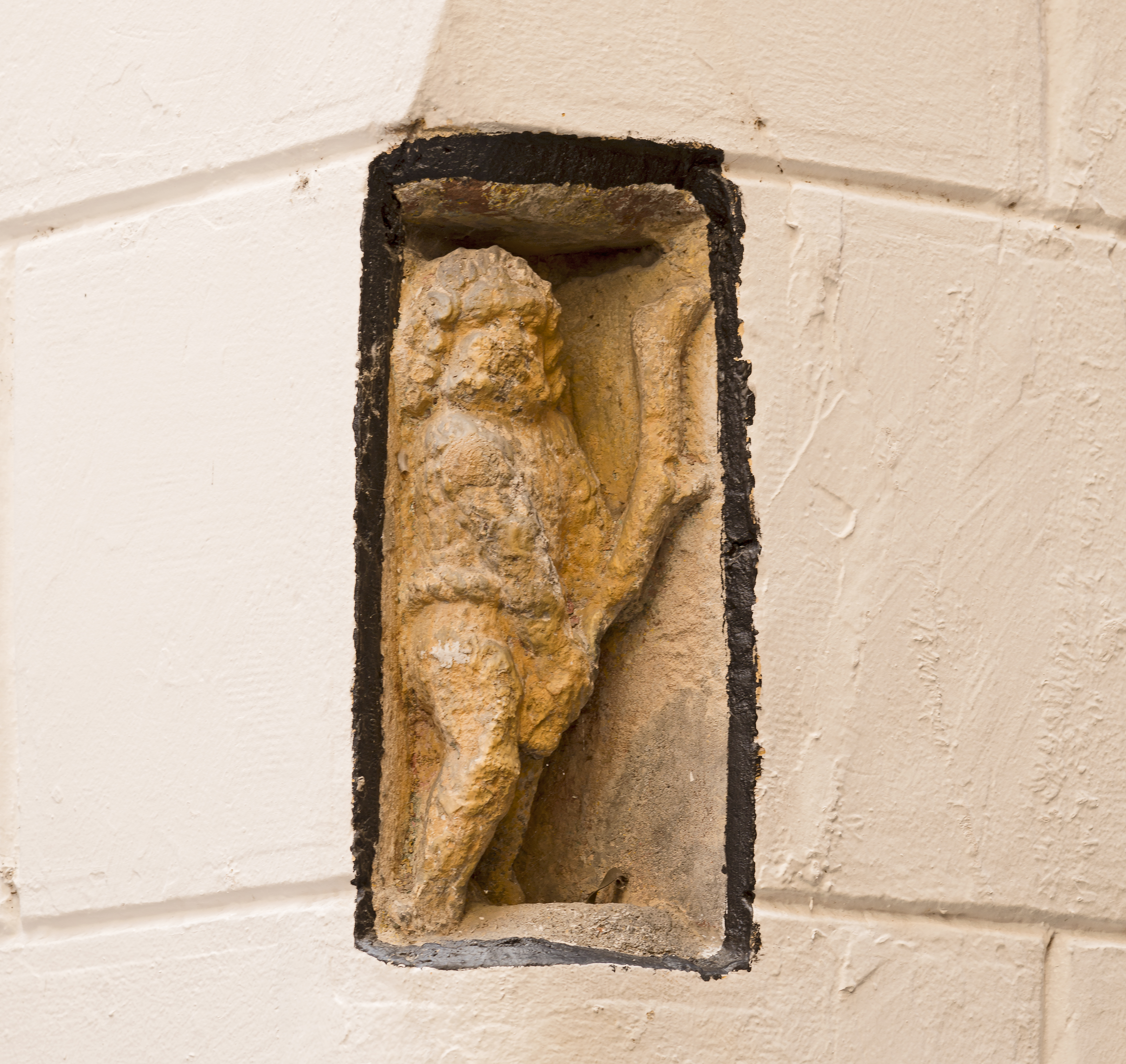
La statuette du « sauvage ».

## Histoire
Au Moyen Âge, la rue de l'Homme-Armé dépend du capitoulat de la Dalbade. Du côté sud, les maisons ne sont que les issues des maisons de la rue de Comminges (actuelle rue des Moulins). Du côté nord, une partie de la rue (emplacement des actuels no 11 à 15) est occupée par le jardin du couvent des clarisses – l'ort de las minoretas en occitan (actuel Institut catholique, no 31 rue de la Fonderie). Les terrains en sont vendus, au XVIe siècle, à des particuliers qui y élèvent leurs demeures, tel Antoine Lalière, maître chandelier (emplacement de l'actuel no 15).
La rue de l'Homme-Armé forme un quartier original avec les rues de Comminges et de la Hache, qui s'organise autour de la petite place au carrefour de ces trois rues, désigné comme la place de Comminges, la place des Tavernes et, après le XVIe siècle, la place du Sauvage. On trouve effectivement des tavernes et des auberges à chacune des portes qui donnent sur cette place, comme l'hôtellerie du Sauvage (actuel no 18, et no 23 rue des Moulins). Il existe dans la rue une autre auberge, connue comme l'auberge du Tessou, c'est-à-dire du Porcelet (en occitan : tesson), à cause du surnom de son propriétaire (emplacement de l'actuel no 23). 
À côté de cette population, les hommes de loi se font plus nombreux, à cause de la proximité du Parlement : procureurs, huissiers, greffiers, avocats, notaires. Progressivement, les maisons en corondage disparaissent (actuels no 2 et 16), cédant la place aux immeubles de brique au cours du XVIIe siècle (actuels no 17 et 23) et du XVIIIe siècle (actuels no 1, 13 et 15 ; no 12, 14 et 18). La maison Coutet, intégrée par la suite dans l'hôtel aménagé pour Salomon de Galien, avocat au Parlement (actuel no 23), témoigne de ces nouvelles constructions de la première moitié du XVIIe siècle. 
Au cours du XIXe siècle, la plupart des maisons sont restaurées et les façades sont réalignées, certaines sont entièrement rebâties (actuels no 5 et 11 ; no 4, 6 et 10) sans que la largeur de la rue s'en voie modifiée. Tout au long du XXe siècle, des opérations immobilières font reculer l'habitat insalubre par la construction de nouveaux immeubles (actuels no 19 et 25).

## Patrimoine et lieux d'intérêt
- no  18 : emplacement de l'auberge du Sauvage ; immeuble. 
L'immeuble est construit au XVIIIe siècle, à l'emplacement de l'auberge du Sauvage, face au carrefour que la rue de l'Homme-Armé forme avec la rue des Moulins et la rue de la Hache. À l'angle de ce carrefour a été conservée la statuette de l'enseigne de l'auberge du Sauvage, sculptée à la fin du XVe siècle[5].

- no  23 : maison Coutet ; hôtel Galien (ou Margastaud). 
C'est une simple maison en corondage qui est achetée en 1610 par le marchand Michel Coutet, qui possède une maison voisine, dont l'issue se trouve dans la rue de la Fonderie (emplacement de l'actuel no 15). En 1611, il fait rebâtir par le maître-maçon Jean Mespoul la maison sur la rue de l'Homme-Armé. Le rez-de-chaussée est maçonné en brique, tandis que les étages sont en pan de bois. La porte, voûtée en plein cintre, possède une agrafe en pierre sculptée des monogrammes IHS et AM, et qui porte la date 1611. Les deux bâtiments sur les rues de la Fonderie et de l'Homme-Armé sont ensuite acquis par Salomon de Galien, avocat au Parlement. Il achète vers 1646 un troisième immeuble sur la rue de la Fonderie. C'est probablement à cette date qu'il fait élever un hôtel particulier sur la rue de la Fonderie et maçonner en brique les étages de la maison de la rue de l'Homme-Armé. L'ensemble passe ensuite à Vincent de Margastaud, avocat à la Cour[4],[6].